# MÁV-Baureihe Mk48
Die MÁV-Baureihe Mk48, jetzt 2948, ist eine 1958 entwickelte und in großer Anzahl an die zahlreichen in der Spurweite von 760 Millimetern ausgeführten Schmalspurbahnen der ungarischen Staatsbahn Magyar Államvasutak (MÁV) und an die zahlreichen Waldbahnen gelieferte Diesellokomotive. Die Maschinen werden in modernisierter Form bis heute in großer Stückzahl eingesetzt.

## Geschichte

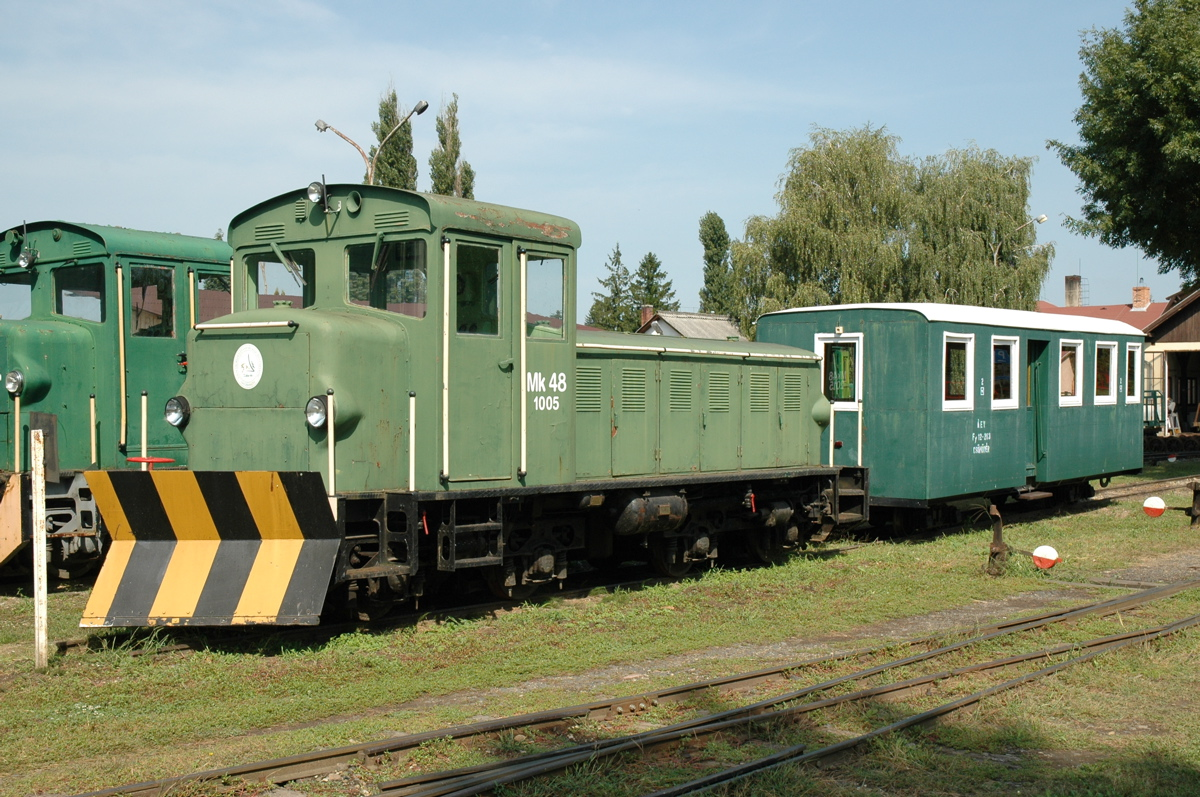
Mk48 1005, die einzige erhaltene Lokomotive mit mechanischer Kraftübertragung

Die Mk48 entstand ab 1958 als Schmalspurvariante der MÁV-Baureihe M28 vom selben Hersteller Rába aus Győr. Im Gegensatz zu der Normalspurvariante, die als zweiachsige Lokomotive mit Antrieb durch Kuppelstangen entwickelt wurde, wurde die Schmalspurlokomotive mit zwei Drehgestellen in der Achsfolge B'B' und mit Antrieb durch Gelenkwellen gebaut. Entwickelt wurde die Lokomotive mit der Gattung Raba M 040 1958 mit dieselmechanischer Kraftübertragung. Von dieser Variante wurden zwölf Exemplare gebaut. Sie bewährten sich bei ihrer Erprobung mit sehr guten Laufeigenschaften, als Schwachpunkt ihrer Konstruktion erwies sich das mechanische Getriebe.
So wurde die zweite Serie mit einer hydrodynamischen Kraftübertragung von Voith von 1960 bis 1961 gebaut. Es wurden insgesamt 39 Lokomotiven dieser Konstruktion erstellt, die die Bezeichnung Mk 48 2001–2039 erhielten. Die Lokomotiven erwiesen sich durch ihren minimalen befahrbaren Kurvenradius von 50 m jeder betrieblichen Belastung gewachsen. Größtenteils die hydrodynamischen Lokomotiven sind bis heute im Einsatz. Die Lokomotiven mit mechanischer Kraftübertragung wurden bis auf die Mk 48 1005 ausgemustert. Diese Lokomotive war Denkmallok in Szeged, wurde wieder reaktiviert und steht heute auf der Waldbahn Csömödér im Einsatz. Von den hydrodynamischen Lokomotiven sind erst einige wenige ausgemustert worden. Die Mk 48 2019 war auf der Zillertalbahn im Einsatz.

## Technische Beschreibung

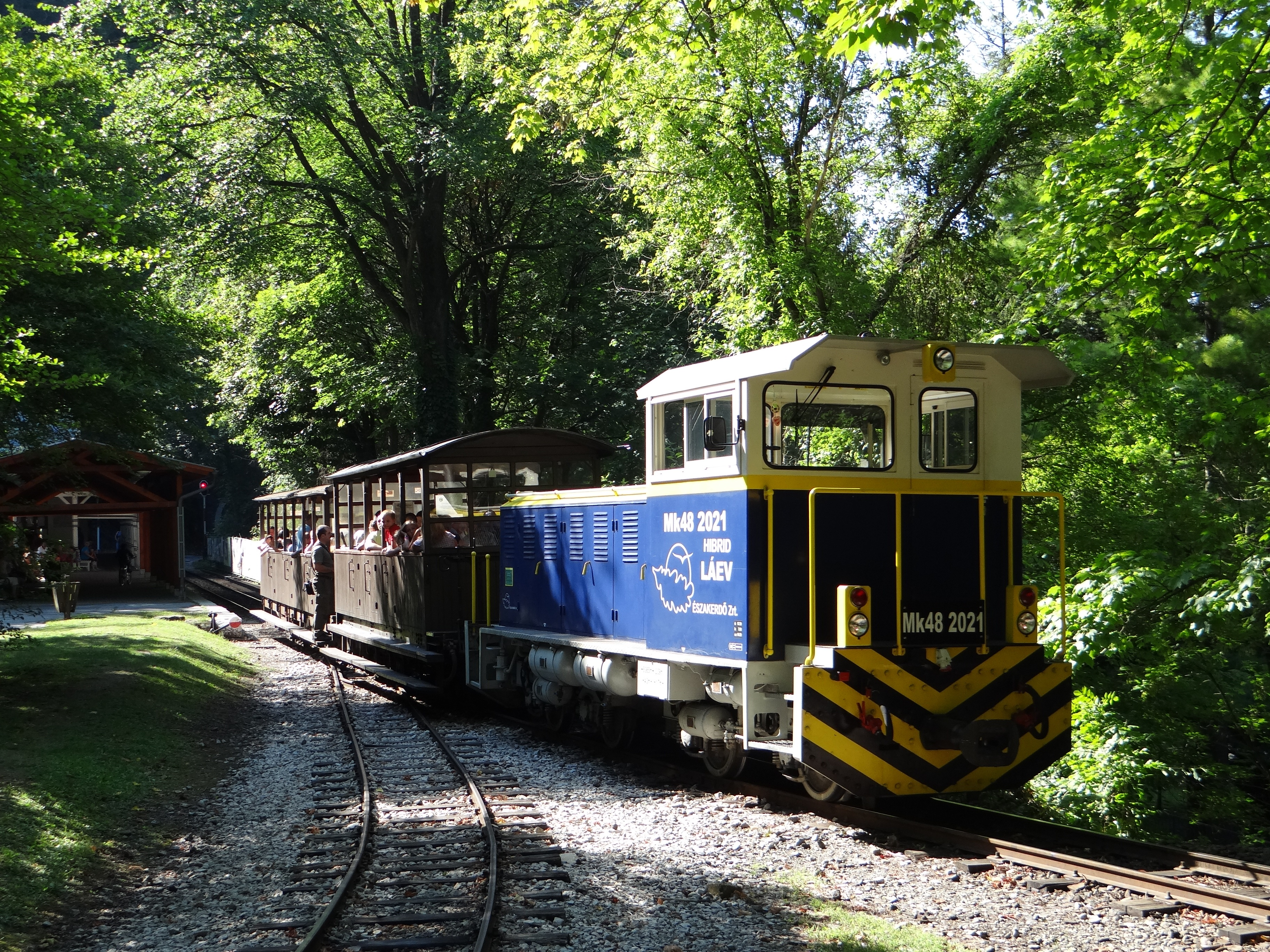
Foto der Mk 48.2021 als Hybridlokomotive

Entgegen der Ursprungslokomotive M 28 war die Lokomotive mit einem außermittig angeordneten Führerstand und einem großen sowie kleinen Vorbau versehen. Im großen Vorbau waren die komplette Maschinenanlage und die Hilfsbetriebe, im hinteren die Batterie für das elektrische Bordnetz untergebracht. Im Führerstand waren die Bedienstände auf beiden Seiten der Lokomotive installiert.
Die Maschinenanlage bestand aus einem Sechszylinder-Viertakt-Dieselmotor und der Kraftübertragung, die bei der Serie M 040 dieselmechanisch, bei der Serie M 041 hydrodynamisch ausgeführt war. Einige Fahrzeuge hatten einen Motor von Ganz-Jendrassik.  Ab den 1970er Jahren wurden in den Lokomotiven nur noch Motoren von Raba mit 147 kW eingebaut, diese waren in Lizenz von MAN entstanden. Die Maschinen besaßen ein Bordnetz von 24 V, die Spannung wurde von einem Generator erzeugt. Die Lokomotiven besaßen ein Druckluftnetz von 8 bar. Die Kuppeleinrichtung ist eine Trichterkupplung.
Zwei Lokomotiven wurden zu Hybridlokomotive umgebaut. Eine fährt unter der Nummer Mk 48 2021 bei der Waldbahn Lillafüred, die andere ist mit einer unbekannten Nummer bei der Szalajka-Eisenbahn eingesetzt.